# Khande III Rao Holkar
Maharajadhiraj Raj Rajeshwar Sawai Shri Khande III Rao Holkar X Bahadur (1828 - 1844) fou maharaja d'Indore. Era fill de Shrimant Sardar Bapujirao Holkar d'una branca separada resident a Jotsikhera. El 12 de juliol de 1841 fou adoptat pel seu cosí Hari Rao Holkar i l'adopció fou reconeguda ple govern britànic el 30 d'agost de 1841. A la mort d'Hari Rao el 24 d'octubre de 1843, Khande III Rao fou pujat al gadi (tron) el 13 de novembre de 1843, amb 15 anys, sota la regència de l'àvia adoptiva Maharani Krishnabai Maji Sahiba. Ja donava signes de retard mental. Va morir solter i sense descendència a Maheshwar el 17 de febrer o 17 de març de 1844.
Les reclamacions al gadi del ex maharaja Martand Rao Holkar, avalades per molts nobles, no foren ateses pels britànics. Sahiba Kesara Bai, una de les vídues de Jaswant I Rao Holkar, va suggerir que s'havia de nomenar maharajà a un fill de Bhao Santoji Holkar, oncle llunyà de Martand Rao, d'una altra branca de la família. La proposta fou acceptada i el jove de 12 anys Jaswant Holkar fou instal·lat al tron amb el nom de Tukoji II Rao Holkar.